# Indian Wells Challenger 1992
L'Indian Wells Challenger 1992 è stato un torneo di tennis facente parte della categoria ATP Challenger Series nell'ambito dell'ATP Challenger Series 1992. Il torneo si è giocato a Indian Wells negli Stati Uniti dal 24 febbraio al 1º marzo 1992 su campi in cemento.

## Vincitori

### Singolare
Richard Fromberg ha battuto in finale  Todd Woodbridge con il punteggio di 6–4, 6–1

### Doppio
Pieter Aldrich /  Danie Visser hanno battuto in finale  Mike Briggs /  Trevor Kronemann con il punteggio di 7–6, 2–6, 7–5